# Chrysochlamys saldanhae
Chrysochlamys saldanhae là một loài thực vật có hoa trong họ Bứa. Loài này được (Engl.) Oliveira-Filho mô tả khoa học đầu tiên năm 2006.